# Az ötödik pecsét (regény)
Az ötödik pecsét Sánta Ferenc 1963-ban megjelent regénye. 2005-ben bekerült A Nagy Könyv című országos közönségszavazásban a 70 legnépszerűbb magyar regény közé.

## A mű cselekménye
A történet 1944-ben, a nyilas korszak végnapjaiban játszódik.
Az első fejezetben megismerjük a négy főszereplőt (Gyuricát, Kovácsot, Királyt és Bélát), akik rendszeresen összegyűlnek a törzshelyükön, egy pesti kiskocsmában, hogy megbeszéljék az élet dolgait, a hétköznapoktól kezdve a filozofikus kérdésekig mindent. Ők négyen mindannyian más-más társadalmi rétegből származnak, s ezáltal másmilyen a világnézetük is...
Az egyik ilyen alkalommal a társaság kiegészül még egy személlyel, Keszeivel, a veterán fényképésszel. Itt kezdődik maga a bonyodalom, maga a történet. Azon az estén Gyurica egy példázattal áll elő: Képzeljenek el egy világot, Lucs-lucs szigetét, ahol egy zsarnok (Tomoceuszkakatiti) uralkodik népe felett. Ez az ember állandóan megalázza és megkínozza az ott élőket, ám tette abban a világban, az ő erkölcseik szerint nem bűn, így hát lelkiismeret-furdalás nélkül tehet - számunkra és a mi világunk egyetemes felfogása szerint - rossz dolgokat, követhet el bűnöket embertársai ellen. Vele áll szembe Gyugyu, az egyik alattvalója, aki folyamatos bántalmazásokon, kínzásosok esett keresztül, ám tiszta lelkű maradt, s így vigasztalhatta a tudat, hogy megmaradt erkölcsi nagyságában.
A történet végén Gyurica felveti a kérdést hallgatóságának, hogy amennyiben választhatnának, kinek a helyébe lépnének. A kérdés természetesen irreális, ám mégis elgondolkodtató. Ez a kérdés egész este folyamán nem hagyta őket nyugodni. Elméleti szinten az összes szereplőnek rá kellett jönnie, hogy a zsarnok szerepét választanák. Ez ellen csak Keszei tiltakozott. Elmondása szerint ő felemelt fővel vállalná a rabszolga-sorsot. Ezt Gyurica kétségbe vonja, így a sértődött Keszei feljelenti a társaságot. Elfogatásuk után 2 nappalon és éjjelen keresztül hallgatják ki és kínozzák hőseinket, akiknek egyetlen menekülési útvonalat ajánlanak fel. Meg kellene ütniük egy már félholtra vert kommunistát, aki nem tett semmi rosszat azon kívül, hogy saját szabadságáért küzdött.
Elárulhatják a becsületüket és ismét szabadok lehetnek vagy emberségükben megmaradva vállalhatják a biztos halált. Ebben a pillanatban az elméleti kérdés gyakorlativá válik. A regény jelentősége azonban nem a konkrét eseményekben, sokkal inkább e két nap alatt lezajlott beszélgetésekben, gondolatmenetekben, gesztusokban rejlik...

## Értelmezések
A regény értelmezésében fontos szerepet kap a címnek és a mottónak a szöveghez fűződő viszonya, hiszen a cím egy bibliai történetre utal, a mottó pedig ugyancsak a Bibliából vett idézet. Ezeknek a történeteknek az ismerete a mű egy újabb olvasatát adja. Az értelmezéshez kötődik, hogy Sánta (stílusára jellemző módon) nem ad nekünk választ a felvetett kérdésekre, csak lehetséges válaszokat a különféle karaktereken, eseményeken keresztül. Az ötödik pecsét nagy kérdésére a választ az olvasóra bízza.

### Cím
Az ötödik pecsét biblikus cím, mely az újszövetségi Jelenések könyvében jelenik meg. Eszerint János apostol álmában egy könyvet látott Isten jobb kezében, amely hét részre volt felosztva. Mindegyike egy-egy pecséttel van lezárva. A pecsétek mögött Isten egy-egy titka rejlik. Az ötödik pecsét így hangzik:
És mikor felnyitotta az ötödik pecsétet, látám az oltár alatt azoknak lelkeit, akik megölettek az Istennek beszédéért és a bizonyságtételért, amelyet kaptak. És kiáltának nagy szóval, mondván: Uram, te szent és igaz, meddig nem ítélsz még, és nem állasz bosszút a mi vérünkért azokon, akik a földön laknak? Akkor adatának azoknak egyenként fehér ruhák; és mondaték nékik, hogy még egy kevés ideig nyugodjanak, amíg beteljesedik mind az ő szolgatársaiknak, mind az ő atyjokfiainak száma, akiknek meg kell öletniök, amint ők is megölettek.
Ebben a kontextusban az egész mű pontosabb értelmezést nyer. Hiszen a könyv szereplői is (az emberekbe, az emberségbe vetett) hitükért vállalták a halált.

### Mottója
Amint ugyanis körbejárva megtekintettem szentélyeiteket, olyan oltárra akadtam, amelyen ez a felírás állott: Az ismeretlen istennek. Nos hát én ezt hirdetem nektek, akit ti ismeretlenül is tiszteltek.
A mottó ugyancsak bibliai eredetű. Pál apostol Athénban járva azt tapasztalta, hogy a városban mindenfelé bálványokat emeltek. Az egyik szentélyben Pál egy olyan oltárral találkozott, amit "az ismeretlen istennek" emeltek. Olyan istennek, akit anélkül tisztelnek, hogy ismernék, meg tudnák fogni, fogalmazni, hogy kit vagy mit áldanak.
Ez az ismeretlen isten az emberek lelkiismerete, a belső szabályozó erő, ami meggátolja, hogy szándékosan rosszat cselekedjen.

## A regény főbb kérdésfelvetései
Az ötödik pecsétben Sánta Ferenc lényeglátó képességével egyszerűen és közérthetően ábrázolja az örök emberi értékeket, a kisember és a hatalom viszonyát, az egyéni és társadalmi felelősségvállalást, a tisztesség és az emberi helytállás parancsát minden helyzetben. Legyen az határhelyzet vagy a hétköznapok világa.
Mindezt nem egy egyértelmű, végső válasszal, egy tanulsággal mutatja be nekünk, hanem folyamatos kérdésfelvetésekkel, melyek mind egy központi probléma köré csoportosulnak. Az író nem foglal állást, hanem karakterein keresztül fejti ki, mutatja be a különféle lehetőségeket, ezzel elengedhetetlenné téve a gondolkozást, saját válasz megadását...
Az alapvető kérdés, amely a regény magját adja, Gyurica kérdése: Vállalnánk-e Gyugyu szenvedéseit, és az alapvető erkölcsi normák szerint próbálnánk boldogulni vagy saját magunkat előtérbe helyezve Tomoceuszkakatiti szerepét vennénk fel?
Az életet választanánk vagy a halált? Ennek a hátterében Sartre és az egzisztencialista filozófia kérdései is felmerülnek: Milyen élet - vagy egyáltalán élet-e - ha a lelkiismeretükről elfelejtkezve ők is ártatlan embert bántanak. Élet-e vagy csupán létezés? Van-e értelme az életnek, ha az csupán létezésnek minősíthető? Az önbecsülésük a tét.
A regényben felmerül a kérdés, hogy "mi képviseli a felsőbb erkölcsi törvényt a modern világban, ahol „isten meghalt” és „ minden egész eltörött”."
A történet szerint Gyurica kivételével végül mindhárman (Kovács, Király, Béla) a halált választják, az emberi mivoltot az embertelenségben is.
Ám Gyurica választása sem értelmezhető olyan tisztán, egyértelműen rossznak. Nem állíthatjuk, hogy Tomoceuszkakatitivé válna, hiszen a dialógusok során fény derül arra, hogy ugyan kifelé úgy tűnik, hogy elárulja a többieket, a kommunistát és saját magát, lelkiismeretét is, ám azt csak ők (a főhőseink) és mi, olvasók tudjuk, hogy Gyurica nem saját magáért cselekszik így, hanem azokért a gyerekekért, akiket a házában bújtat a nyilasok elől. Ha ő meghalna, nem térne többé haza, akkor nem csak ő, de a gyerekek is elvesznének. Így tehát ez a cselekedete nem tekinthető öncélúnak, hanem inkább saját maga, lelki békessége, üdve feláldozásaként ezért a gyermekekért. Mindezek mögött a kimondott kérdések mögött ott feszül kimondatlanul is a szavak és tettek viszonya, a köztük tátongó esetleges űr és a saját lelkiismeretünk kérdése...

## Feldolgozások
A regényből 1976-ban Fábri Zoltán készített filmet azonos címmel.
2016-ban a zalaegerszegi Hevesi Sándor Színházban Hamvai Kornél átiratában Csiszár Imre rendezett színdarabot a műből.